# Ricardo Crespi
Ricardo Crespi (Santa Fe, Argentina, 8 de junio de 1937) es un exbasquetbolista argentino. Considerado un jugador emblemático de Gimnasia y Esgrima de Santa Fe, jugó también para la selección de Santa Fe -con la que conquistó el Campeonato Argentino de Básquet de 1960- y para la selección de Argentina.

## Trayectoria
Vinculado desde niño al club Gimnasia y Esgrima de Santa Fe, practicó diversos deportes en la institución. Se destacó en el fútbol (los ojeadores de Newell's Old Boys y Racing Club se interesaron en reclutarlo), pero su pasión fue el básquetbol, donde empezó a sobresalir por su talento ya en la categoría de cadetes.
En 1953 hizo su debut con el equipo superior de Gimnasia y Esgrima de Santa Fe, iniciando así una extensa carrera como jugador. Actuaba en la posición de lo que actualmente sería un base.
En 1956 sufrió una lesión en la columna vertebral que lo alejó por dos años de las canchas.
Miembro habitual de la selección de Santa Fe, guio a su equipo hasta la conquista del título en el Campeonato Argentino de Básquet de 1960, organizando en La Pampa.
Aunque tuvo ofertas de varios clubes de Argentina, Brasil y Perú, jamás abandonó a Gimnasia y Esgrima de Santa Fe, salvo en contadas ocasiones para reforzar otros equipos en torneos amistosos y giras por el exterior.
Tras retirarse como jugador, pasó a desempeñarse como dirigente de su club. En 2017 la institución bautizó a su gimnasio con su nombre en señal de homenaje a su persona.

### Selección nacional
Crespi fue uno de los líderes del seleccionado juvenil de Argentina que se consagró campeón del Campeonato Sudamericano de Baloncesto de Menores en 1955.
Con la selección mayor disputó cuatro ediciones del Campeonato Sudamericano de Baloncesto: 1960, 1961, 1963 y 1968.